# Masahide Kawamoto
Masahide Kawamoto (født 21. juni 1971) er en tidligere japansk fodboldspiller.
Han har spillet for flere forskellige klubber i sin karriere, herunder Kawasaki Frontale.